# Masaaki Ōkura
Masaaki Ōkura (大倉 正章?, Ōkura Masaaki; Kumamoto, 5 novembre 1961) è un doppiatore e danzatore giapponese.

## Ruoli importanti

### Serie animate televisive
- Orange Road (Shuu)
- I Cavalieri dello zodiaco (Aiolos)
- Transformers: The Headmasters (Operatore)
- Dragon Ball (Shuuku)
- Dragon Ball Z (Upa)
- Sailor Moon (Crane Game Joe/Youma Gesen)
- Alé alé alé o-o (Daisuke Fujii)
- La leggenda del lupo famelico (Geese Howard)
- Fushigi yûgi (Abitante del villaggio)
- Saber Marionette J to X (Roland)
- Shaman King (Space Shot, Silver Wing)
- Arjuna - La ragazza terra (Operatore)
- Webdiver (Taketo Yuki)
- Hajime no Ippo (Jimmy Sisfer)
- Witch Hunter Robin (Shouhei Hattori)
- Jūni kokuki (Atsuyu)
- Astro Boy (Soro)
- Gad Guard (Megane)
- Samurai Champloo (Nobu)
- Paranoia Agent (Double Lip ragazzo)

### OAV
- La Fenice (Membro)
- Earthian (Gioventù)
- Megazone 23 (Garland membro)
- Be-Bop High School (Hamada)
- One Piece: Taose! Kaizoku Gyanzac (Pirata)
- Cicala d'inverno (Keisuke Otori)

### Film anime
- Akira (Yamagata)
- Perfect Blue (Mamoru Uchida)

### Videogiochi
- Battle Arena Toshinden (Eiji Shinjo, Fo Fai, Sho Shinjo)
- Battle Arena Toshinden 2 (Eiji Shinjo, Fo Fai)
- Battle Arena Toshinden URA (Eiji Shinjo, Fo Fai)
- Battle Arena Toshinden 3 (Eiji Shinjo)
- Kensei:Sacred Fist (Yugo Sangunji)
- Toshinden 4 (Eiji Shinjo)